# مود نيلسون
مود نيلسون (بالإنجليزية: Maud Nelson)‏ هي لاعب كرة قاعدة أمريكية، ولدت في 17 نوفمبر 1881، وتوفيت في 15 فبراير 1944.